# Hilary Lloyd
Hilary Lloyd é uma artista inglesa que trabalha com vídeo, som, escultura, pintura e instalação. Sua exibição de filme e vídeo no centro de artes Raven Row foi indicada para o Turner Prize em 2011.

## Biografia
Ela nasceu em 1964 em Halifax e estudou arte na Newcastle Polytechnic. Ela agora trabalha e vive em Londres enquanto pesquisava na Central Saint Martins e já expôs internacionalmente em cidades como Nova York, Veneza e Basel.

## Trabalhos
O trabalho de Hilary Lloyd é derivado de sua observação de pessoas, objetos e espaços. Ela diz que seu trabalho não precisa ser compreendido e que muitas vezes ela mesma não o entende. Ela filma intencionalmente pessoas que estão cientes de que estão sendo filmadas e agem de acordo. Isso permite um elemento de personificação em seu trabalho, imitando um autorretrato. Seus interesses artísticos consistem em arquitetura, moda, têxteis e cores. Todo o seu trabalho ilustra seu motivo como isolado. Às vezes, suas composições parecem que foram colocadas, e alguns de seus outros trabalhos parecem que ela estava a uma grande distância observando e gravando. Seu trabalho se confunde com a ideia de movimento repetitivo e materialidade mínima. As instilações de vídeo de Lloyd são feitas para serem contínuas, com a intenção de o início e o fim do trabalho dependerem do espectador. Ela adota uma abordagem prática e não polida para fazer filmes, sendo seu meio favorito um telefone celular. Lloyd não se considera uma cineasta, mas sim uma artista que usa o cinema como ferramenta para criar arte. Seu trabalho encapsula a experiência temporal mais ampla do espectador, com o espaço físico desempenhando um papel importante. Normalmente Lloyd criará uma experiência envolvente para o espectador por meio desse uso do espaço, geralmente influenciando seu movimento por meio de sua arte. Os equipamentos usados para exibir suas imagens incluem: monitores, projetores, estantes e cabos. Lloyd prefere usar equipamentos tecnológicos versáteis em seu trabalho, tanto para fins estéticos quanto para conveniência. Em 2020, o Dr. James Fox fez um tour pessoal por "algumas das obras de arte mais profundas da coleção da Tate Britain "para a televisão BBC e incluiu o vídeo de Lloyd", One Minute of Water, 1999. Isso captura a luz do sol refletida na água, mostrada em um monitor Sony em um loop de um minuto. "É fascinante", observou Fox, indicativo do "tipo de beleza que pode ser encontrada em qualquer lugar". Durante o bloqueio do coronavírus em maio de 2020, o galerista Sadie Coles fez a curadoria de uma exposição mista online na qual foi incluído o vídeo de Lloyd de 1999 intitulado Rich.

## Exposições
Cal Park, Sadie Coles HQ, Londres (2019)
Teatro, Focal Point Gallery, Southend on Sea (2017)
Awful Girls, Dorich House Museum, Londres (2017)
Woodall, Temple Bar Gallery, Dublin (2017)
Blaffer Art Museum, Houston (2016)
Robot, Sadie Coles HQ, Londres (2015)
Balfour, Sadie Coles HQ, Londres (2015)
Museum für Gegenwartskunst, Basel (2012)
Sadie Coles HQ, Londres (2011)
Artists Space, Nova York (2011)
The Turner Prize (2011)
Raven Row, Londres (2010)
Tramway, Glasgow (2009)
Le Consortium, Dijon (2009)
Studio #2, Frieze Art Fair, Londres (2009)
Sadie Coles HQ, Londres(2008)
Filmes, Sadie Coles HQ, Londres(2008)
Kunstverein München, München (2006)